# North Bay (Wisconsin)
Pour les articles homonymes, voir North Bay.
North Bay est un village du comté de Racine, dans l'État du Wisconsin, aux États-Unis. En 2020, il comptait une population de 209 habitants.